# Černé jezero
Černé jezero (hrvatski: Crno jezero)  je najveće i najdublje prirodno jezero u Češkoj. 
Černé jezero se nalazi u Češkoj šumi oko jedan kilometar od granice s Njemačkom. Jezero ima površinu od 1.28 km², nalazi se na nadmorskoj visini od 1008 metara. Prosječna dubina jezera je 15, dok je maksimalna dubina 40,6 metara, dugo je 530, a široko 350 metara.
Ovo trokutasto jezero okruženo je šumom smreke, nalazi se oko 6 km sjeverozapadno od grada Železne Rude, podno 300 metara visoke litice Jezerní Hore (1343 m). Jezero je glacijalnog podrijetla, nastalo za vrijeme virmskog (Würm) glacijala. Voda iz jezera teče preko malog Černog potoka koji je pritoka rijeke Úhlave. Na ovom području prolazi razvodnica između Dunava i Elbe. Černé jezero pripada slivu Elbe i Sjevernog mora, dok Čertovo jezero udaljeno samo 2 km pripada slivu Dunava i Crnog mora.
Najstarija reverzibilna hidroelektrana u Češkoj građena 1929. – 1930. nalazi se ovdje, a jezero služi kao njezina gornja akumulacija.

## Vanjske poveznice
- Narodni prirodni rezervat Černo i Čertovo jezero  Arhivirana inačica izvorne stranice od 29. svibnja 2016. (Wayback Machine)